# 马德斯·默霍尔姆
马德斯·默霍尔姆（丹麥語：Mads Muurholm，2000年2月15日—），丹麥男子羽毛球運動員。

## 簡歷
2018年6月，马德斯·默霍尔姆出戰拉脫維亞羽毛球國際賽，與埃米尔·劳里岑合作拿得男子雙打比賽亞軍。

## 主要比賽成績
只列出曾進入準決賽的國際賽事成績：
| 年份   | 賽事                       | 公開賽級別 | 項目     | 拍檔            | 成績   |
| ------ | -------------------------- | ---------- | -------- | --------------- | ------ |
| 2018年 | 拉脫維亞羽毛球國際賽       | 未來系列賽 | 男子雙打 | 埃米尔·劳里岑   | 亞軍   |
| 2018年 | 歐洲青年羽毛球錦標賽       | 其他       | 混合團體 | －              | 亞軍   |
| 2018年 | 歐洲青年羽毛球錦標賽       | 其他       | 男子雙打 | 麥斯·維斯特加德 | 季軍   |
| 2019年 | 克羅地亞羽毛球國際賽       | 未來系列賽 | 男子雙打 | 埃米尔·劳里岑   | 冠軍   |
| 2019年 | 克羅地亞羽毛球國際賽       | 未來系列賽 | 混合雙打 | Berfin Aslan    | 準決賽 |
| 2019年 | 德國羽毛球國際賽           | 未來系列賽 | 男子雙打 | 埃米尔·劳里岑   | 亞軍   |
| 2019年 | 拉脫維亞羽毛球國際賽       | 未來系列賽 | 男子雙打 | 埃米尔·劳里岑   | 冠軍   |
| 2019年 | 立陶宛羽毛球國際賽         | 未來系列賽 | 男子雙打 | 埃米尔·劳里岑   | 亞軍   |
| 2019年 | 保加利亞羽毛球公開賽       | 國際系列賽 | 男子雙打 | 埃米尔·劳里岑   | 準決賽 |
| 2020年 | 葡萄牙羽毛球國際賽         | 國際系列賽 | 男子雙打 | 埃米爾·勞里岑   | 準決賽 |
| 2021年 | 斯洛文尼亞羽毛球未來系列賽 | 未來系列賽 | 混合雙打 | Clara Løber     | 冠軍   |

| 2018-2026年 | 總決賽 | 超級1000賽 | 超級750賽 | 超級500賽 | 超級300賽 | 超級100賽 | 國際挑戰賽 | 國際系列賽 | 未來系列賽 | 其他 |